# Lieven Janssens
Lieven Janssens (Herentals, 20 december 1977) is een Belgische politicus voor de lokale beweging "ACTIEV". Hij werd burgemeester van Vorselaar eind 2006 en was dat 18 jaar lang.

## Biografie
Zijn vader, Hugo Janssens, was ook burgemeester in Vorselaar. Hij doorliep zijn secundair onderwijs aan het Sint-Jozefscollege te Herentals. Vervolgens studeerde hij aan de Universiteit van Antwerpen. Professioneel was hij onder meer actief als medewerker van PSE Belgium, Night of the Proms en het Antwerpse sportpaleis (1997 - 2003) en bijzonder academisch personeel van de Universiteit Antwerpen (sinds 1999).
Lieven Janssens ging in de gemeentepolitiek met een lokale en onafhankelijke partij ACTIEV. Hij richtte die partij op samen met Mark Suykens, voormalig directeur van de Vereniging voor Vlaamse Steden en Gemeenten. ACTIEV werd bij de eerste deelname aan de lokale verkiezingen in 2006 meteen de grootste partij van Vorselaar. Vervolgens werd hij aangesteld als burgemeester. Bij de gemeenteraadsverkiezingen van 2012 behaalde ACTIEV een absolute meerderheid in de Vorselaarse gemeenteraad. Lieven Janssens haalde een hoge score van 2.007 voorkeurstemmen. In 2018 werd dat nog eens overtroffen met 2.899 voorkeurstemmen, een historische score. De naam- en lijststemmen samen betekent dat meer dan 62% van alle stemmen. Zijn partij ACTIEV behaalde op dat moment maar liefst 73,5% van alle stemmen. 
In 2024 nam hij zoals gepland afscheid van de lokale politiek. Lieven Janssens had immers al bij de start van zijn politieke loopbaan, als een element van nieuwe politieke cultuur, ook meteen aangekondigd dat -als hij de kans zou krijgen om burgemeester te worden- dat ook maar een beperkte periode zou doen. Hij was van oordeel dat ook andere politici best die regel zouden volgen en wat meer zelfrelativering aan de dag zouden kunnen leggen. "Drie legislaturen is meer dan lang genoeg. Verversing van bloed is nodig in elke organisatie en daarbij mag niet je eigen belang voorop staan maar wel het algemeen belang, dat van de burgers en de organisatie van een gemeente". 
Het lokaal bestuur Vorselaar is gekend als een laboratorium voor veel innovatie met o.a. focus op een breed welzijns-, gezondheids- en een geïntegreerd omgevingsbeleid. Vorselaar was ook ambassadeur voor blauwgroene netwerken in Vlaanderen. Lieven was zelf initiatiefnemer en voorzitter van erfgoedcel Kempens Karakter, IOED Land van Nete & Aa en het samenwerkingsverband Neteland: één van de voorbeelden van vaste regiovorming in Vlaanderen. De vijf gemeenten van dat samenwerkingsverband delen meer dan 40 domeinen en thema's waarin verregaand en geïntegreerd wordt samengewerkt. Hij was ook oprichter van een brede eerstelijnsgroepspraktijk "gezondheidshuis PIOEN" en mede-stichter van het Preventieplatform in Vlaanderen.  
Lieven Janssens is sinds 1999 verbonden aan de Universiteit Antwerpen als BAP (bijzonder academisch personeel). Als academicus is hij vooral bezig met lokale besturen (bestuurskracht, dienstverlening, Vlaams-lokale samenwerking, maatschappelijke bestuurskunde). Tussen 2022 en 2024 was hij samen met collega Prof. Emeritus Filip De Rynck opdrachthouder voor de Vlaamse regering om een “toekomstvisie op het lokaal en binnenlands bestuur in Vlaanderen” te ontwikkelen. Die toekomstvisie werd op 14 oktober 2023 voorgesteld op een Staten-Generaal in het Vlaams Parlement. Dat gebeurt onder de koepel van het Steunpunt Bestuurlijke Vernieuwing. Het werd een interactief traject waarbij 430 gesprekken werden gevoerd met alle stakeholders in het brede Vlaamse en lokale werkveld: www.toekomstvisievlaanderen.be.